# Tiramakhan Traore
Tiramakhan Traore (a veces transcrito como Tiramakan Traore o Tiramaghan, o Tirimakhan Trawally) fue un general del imperio de Malí en el siglo XIII que sirvió bajo el reinado de Sundiata Keita.

## Biografía
Tiramakhan extiende el poder de Malí hacia el oeste y funda el reino Kaabu. Durante estas conquistas, se dice que derrotó al rey bainouk Kikiko y anexó su reino.
Según Wa Kamissoko, que refuta la tradición de que la tumba de Tiramakan se encuentra en Gambia, Tiramakan tiene su tumba en la aldea de Barazan, a unos veinte kilómetros al sur de Kangaba, en la antigua zona del territorio de Kanniokon que formaba el dominio de Tiramakan. La tumba de Tiramakhan está adornada por un árbol del sol, especie a la que dio su nombre en ciertas regiones de África Occidental (los malinkés del Alto Níger llaman a este árbol Tiramakan-benben; asocian su aparición con los años buenos y su desaparición con los años nefastos).  Esta tumba era adorada principalmente por los descendientes de Tiramakan, que le ofrecían sacrificios, en particular por Silamakan Ba-Koïta, rey de la ciudad de Soro a finales del siglo X.
La familia real de guelwar, incluida la familia real de Kaabu antes de su derrota en la batalla de Kansala (mayo de 1867), afirma ser descendiente de Tiramakan.

## En las epopeyas mandingas
Tiramakhan aparece en la Epopeya de Sundiata, donde su nombre de nacimiento es Dan Massa Woulani, Tiramakan (o Taramakan, o Tarawélé) es su nombre de caza. Además, Tiramakan es un Traoré.  En la versión de Babou Condé reportada por Camara Laye, este cazador aparece bajo el nombre de Moké Dantouman. En la versión de la epopeya narrada por Wa Kamissoko en La Grande Geste du Mali, Dan Massa Woulani y su hermano Dan Massa Woulamba son los dos cazadores que, gracias a una paciente estratagema, logran reconciliar a Dô-Kamissa, la mujer que regularmente se transformaba en búfalo y asolaba su región natal de esta forma (episodio llamado «guerra de los búfalos»). También fueron ellos los que más tarde se fijaron en Sogolon Kèdjougou y, a pesar de su fealdad, le hicieron casarse con Fara-Koro Makan Kègni, a quien le dio como hijo a Sundiata Keita.
Posteriormente, tras la victoria de Sundiata sobre Sumaoro Kanté, Tiramakhan se presenta como el principal aliado que ayuda a Sundiata a consolidar su poder y a reprimir los vagos deseos de revuelta o de independencia de sus antiguos aliados: Tiramakhan derrota y captura así a varios reyes de la región, entre ellos Kôla Massa Dan Touroumé, Digui Massan Djigui y Bélé Faga Bélé, y los obliga a aceptar la autoridad de Sundiata. El otro gran aliado de Sundiata durante su temprano reinado fue Manden Fakoli. En la epopeya, a diferencia del propio Soundiata, que nunca practicó la esclavitud, se presenta a Tiramakan como si hubiera capturado y vendido a muchos de sus oponentes derrotados, una práctica en la que también participó Manden Fakoli. En un momento dado, Tiramakhan también dirigió una expedición contra Djolofin-Mansa, a quien mató y privó de sus bienes. También fue al reino de Bambuque para exigir que su rey, Frèmban, se sometiera a Sundiata, pero Frèmban se negó y se marchó a una región más lejana donde formó un reino, Baya, que prosperó gracias al descubrimiento de depósitos de oro; más tarde, sin embargo, Tiramakhan logró convencer a Frèmban de que regresara al Manden.
En ciertos pasajes relativos a la toma del poder por parte de oundiata sobre el Manden, Sundiata no acepta directamente el estatus de mansa (rey) de sus súbditos, sino de Tiramakhan, quien, habiendo reunido a toda la gente bajo su autoridad, a su vez confía en Sundiata a quien pide aceptar el poder.
Otro episodio de la epopeya cuenta la muerte de la hija de Tiramakhan, Kènda Kala Niagalén Traore. Kènda Kala Niagalén Traore se casa con Niani Massa Kara, rey de Niani Kouroula. Cuando Soumaoro Kanté viene a arrasar con la Mande, Niani Massa Kara huye de la guerra: deja a Niani y va a fundar Sobè, donde reside hasta la victoria de Sundiata Keita sobre Sumaoro. Pero cuando Sundiata envía a Wourè-Wourè Solomani a llevar un mensaje a Niani Massa Kara pidiéndole que prometa su lealtad, Niani Massa Kara se niega. Fakoli Doumbia, uno de los principales señores de la guerra de Sundiata, se encarga de vengar la afrenta y tiende una trampa a Niani Massa Kara: corrompe a Kènda Kala Niagalén ofreciéndole oro y, de este modo, la convence de que traicione a su marido. Kènda Kala Niagalén aprovecha el momento en que Niani Massa Kara se baña para robar el anillo que oculta su poder de guerrera. Entonces deja caer su brazalete y, a esta señal, Fakoli Doumbia, apostado cerca, fuera de la vista de Niani Massa, dispara una flecha mortal al rey desnudo. Así es como Fakoli Doumbia asesina a Niani Massa Kara. Posteriormente, Kènda Kala Niagalén, ahora viuda, pensó en casarse con Fakoli Doumbia, pero este la hizo ejecutar por su traición. Tiramakan está triste por la muerte de su hija pero no protesta. Según Wa Kamissoko y otros tradicionalistas, Fakoli se aprovecha de la rebelión de Niani Massa Kara para perjudicar indirectamente a Tiramakhan a través de su hija, todo por celos hacia las numerosas hazañas militares de Tiramakhan, lo que contribuye a instalar un odio duradero entre los dos señores de la guerra.